# Valskådning

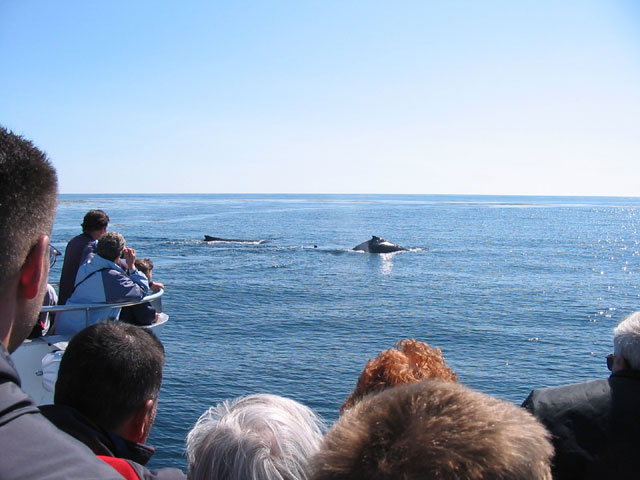
Valskådning utanför Bar Harbor i Maine.

Valskådning innebär att observera valar (Cetacea) i deras naturliga livsmiljöer, ofta med båt som en turistaktivitet i grupp.
I Nordnorge är valskådning av kaskelott, knölval och späckhuggare en ekonomiskt viktig del för ekoturismen. Kaskelotten är lämplig för ändamålet då den lyfter stjärtfenan högt över ytan inför varje dyk och den ligger också länge vid ytan för att andas efter varje djupdykning. Knölvalen lyfter också stjärtfenan och den är också lämplig för skådning då den hoppar mycket ovanför ytan. Späckhuggaren passar bra för valskådning då den gärna uppträder i stora flockar samt är väldigt lekfulla vid ytan.